# Ryan Phillippe
Matthew Ryan Phillippe (pronunția corectă: ˈfɪlɪpi ; n. 10 septembrie 1974, New Castle⁠(d), Delaware, SUA) este un  actor american.

## Biografie
Ryan Phillippe este fiul lui Susan, bonă, și al lui Richard, tehnician chimist. Are trei surori: pe Kirsten, Lindsay și Katelyn. Phillippe a urmat cursurile școlii New Castle Baptist Academy, unde a jucat baschet și fotbal și a obținut centura neagră în taekwondo, fiind și editorul almanahului școlii. A început să se intereseze de actorie la vârsta de 15 ani, la sugestia unui vecin.

### Cariera
Ryan Phillippe și-a început cariera actoricească cu serialul One Life to Live (1992), interpretându-l pe Billy Douglas, primul personaj homosexual dintr-un soap american. Acest personaj l-a făcut remarcat pe tânărul actor, întrucât coming-out-ul său stârnea, în contextul serialului, rumoare printre localnici.

În anii următori, s-a mutat la Los Angeles, unde a jucat în diverse seriale și lung-metraje pentru televiziune, dar și în filme - cum ar fi SF-ul Invader (1996) și pelicula lui Ridley Scott White Squall (1996).
 
Anul 1997 îi aduce probabil cele mai dificile și mai interesante roluri din carieră: cel din Nowhere, al americanului de origine japoneză Gregg Araki, în care, împreună cu Heather Graham, întruchipează conjuncția veșnicelor obsesii - eros și thanatos, precum și rolul din Little Boy Blue, unul din puținele filme hollywoodiene care se încumetă să trateze probleme delicate cum ar fi incestul și violența în sânul familiei. Cu toate acestea, consacrarea lui Ryan Phillippe nu vine de la filmele independente, ci de la cele comerciale, cum ar fi I Know What You Did Last Summer, în care joacă alături de Sarah Michelle Gellar, Freddie Prinze, Jr. și Jennifer Love Hewitt, sau Cruel Intentions, adaptare în limbaj de teen movie a romanului lui Choderlos de Laclos, Les Liaisons Dangereuses (Legături periculoase). Este nominalizat la Zmeura de Aur pentru cel mai prost actor, pentru rolul din 54 (1998).

Din filmografia de după 2000, se remarcă Gosford Park (2001), al reputatului Robert Altman, de trei ori oscarizatul Crash (2004) al lui Paul Haggis (unde Phillippe are un rol minuscul) și Flags of Our Fathers, regizat de Clint Eastwood și nominalizat și el la Oscar, film pe care Ryan Phillippe îl consideră cea mai importantă experiență personală în domeniul cinematografiei. Se remarcă, de asemeni, trecerea de la filmele pentru tineret la filmele cu tentă politică.

### Viața particulară
Ryan Phillippe a devenit iubitul lui Reese Witherspoon în 1997, la ziua ei de naștere. Un an mai târziu, au jucat amândoi în Cruel Intentions, iar în 1999 s-au căsătorit, având o fetiță botezată Ava Elizabeth, după numele bunicii lui Ryan, și un fiu, Deacon, după jucătorul de baseball Deacon Phillippe (1872-1952). Cei doi s-au despărțit în 2007. 

## Trivia
- A pierdut rolul din The Patriot (1999), în favoarea lui Heath Ledger.
- A refuzat rolul Anakin Skywalker din Star Wars, pe motiv că e prea bătrân să facă pereche cu Natalie Portman.
- Hobby-uri: fotografia, desenul, scrisul (își dorește mult să scrie un scenariu de film).
- Fan Frank Sinatra; are și un bulldog cu numele celebrului cântăreț.
- Înainte de a deveni consacrat, a apărut dezbrăcat complet într-un spot publicitar pentru Armani Jeans.[2]
- Susținător al lui Barack Obama și al organizației Africare, pentru ajutarea copiilor africani.[3]
- Vrea să se lase de actorie și să urmeze o carieră de producător; și-a înființat o companie, Lucid Films, împreună cu prieteni vechi precum actorii Seth Green și Breckin Meyer.

## Filmografie
- Franklyn (2009)

1. Stop-Loss (2008)
2. Breach (2007)
3. Flags of Our Fathers (2006)
4. Five Fingers (2006)
5. Chaos (2005/II)
6. Crash (2004/I)
7. OutKast: The Videos (2003)
8. The I Inside (2003)
9. Igby Goes Down (2002)
10. Gosford Park (2001)
11. Antitrust (2001)
12. The Way of the Gun (2000)
13. Company Man (2000)
14. Tentația seducției (1999)
15. Playing by Heart (1998)
16. 54 (1998)
17. Homegrown (1998)
18. I Know What You Did Last Summer (1997)
19. Little Boy Blue (1997)
20. Nowhere (1997)
21. White Squall (1996)
22. Invader (1996)
23. Crimson Tide (1995)
24. Deadly Invasion: The Killer Bee Nightmare (1995) (TV)
25. A Perry Mason Mystery: The Case of the Grimacing Governor (1994) (TV)
26. The Secrets of Lake Success (1993) (TV)
27. "One Life to Live" (serial, 1992-1993)

1. Last Battle Dreamer (2009) (in production) .... Thorfinn
2. The Stanford Prison Experiment (2009) (announced) (rumored)
3. The Bang Bang Club (2009) (pre-production) .... Greg Marinovich

1. Franklyn (2008) .... Preest
2. Stop-Loss (2008) .... SSgt. Brandon King
3. Breach (2007) .... Eric O'Neill
4. Flags of Our Fathers (2006) .... John "Doc" Bradley
5. Five Fingers (2006) .... Martijn
6. Chaos (2005/II) .... Det. Shane Dekker

... aka Hit & Blast (Malaysia: English title)
1. Crash (2004/I) (as Ryan Phillipe) .... Officer Tom Hansen

... aka L.A. Crash (Germany)
1. The I Inside (2003) (as Ryan Phillipe) .... Simon Cable
2. Igby Goes Down (2002) .... Oliver
3. Gosford Park (2001) .... Henry Denton

... aka Gosford Park (Italy)
1. Antitrust (2001) .... Milo Hoffman

... aka Conspiracy.com (Europe: English title)
1. "King of the Hill" .... Wally (1 episode, 2000)

- 'Twas the Nut Before Christmas (2000) TV episode (voice) .... Wally
1. The Way of the Gun (2000) .... Mr. Parker
2. Company Man (2000) .... Petrov

... aka Company Man (France)
1. Cruel Intentions (1999) .... Sebastian Valmont
2. Playing by Heart (1998) .... Keenan
3. 54 (1998) .... Shane O'Shea

... aka Fifty-Four
1. Homegrown (1998) .... Harlan Dykstra
2. I Know What You Did Last Summer (1997) .... Barry William Cox
3. Little Boy Blue (1997) .... Jimmy West
4. Nowhere (1997) .... Shad
5. "The Outer Limits" .... Rusty Dobson (1 episode, 1996)

... aka The New Outer Limits (USA: promotional title)
- Straight and Narrow (1996) TV episode .... Rusty Dobson
1. "Chicago Hope" .... David Holgren (1 episode, 1996)

- Women on the Verge (1996) TV episode .... David Holgren
1. White Squall (1996) .... Gil Martin
2. Invader (1996) .... Private Ryan

... aka Lifeform
1. Crimson Tide (1995) .... Seaman Grattam
2. Deadly Invasion: The Killer Bee Nightmare (1995) (TV) .... Tom Redman
3. "Due South" .... Del Porter (1 episode, 1994)

... aka Direction: Sud (Canada: French title)
- Gift of the Wheelman (1994) TV episode .... Del Porter
1. A Perry Mason Mystery: The Case of the Grimacing Governor (1994) (TV) .... Robert Fowler
2. "Matlock" .... Michael (1 episode, 1994)

- The Scandal (1994) TV episode .... Michael
1. "One Life to Live" .... Billy Douglas (13 episodes, 1992-1993)

- - Episode dated 1 December 1993 (1993) TV episode .... Billy Douglas
- - Episode dated 30 august 1993 (1993) TV episode .... Billy Douglas
- - Episode dated 5 April 1993 (1993) TV episode .... Billy Douglas
- - Episode dated 2 April 1993 (1993) TV episode .... Billy Douglas
- - Episode dated 26 February 1993 (1993) TV episode .... Billy Douglas

(8 more)
1. "The Secrets of Lake Success" (1993) TV mini-series .... Stew Atkins